# Christmas with Ivi Adamou
Christmas with Ivi Adamou är den andra EP-skivan från den cypriotiska sångerskan Ivi Adamou. Den släpptes den 22 december 2010, två dagar före julafton. Den innehåller 4 låtar och består endast av julsånger. Alla låtar är covers av redan kända julsånger.

## Låtlista
1. "Santa Claus is Coming to Town" – 3:14
2. "Last Christmas" – 4:12
3. "White Christmas" – 3:14
4. "Agia Nixta/We Wish You a Merry Christmas" – 3:49